# Guildo hat euch lieb!

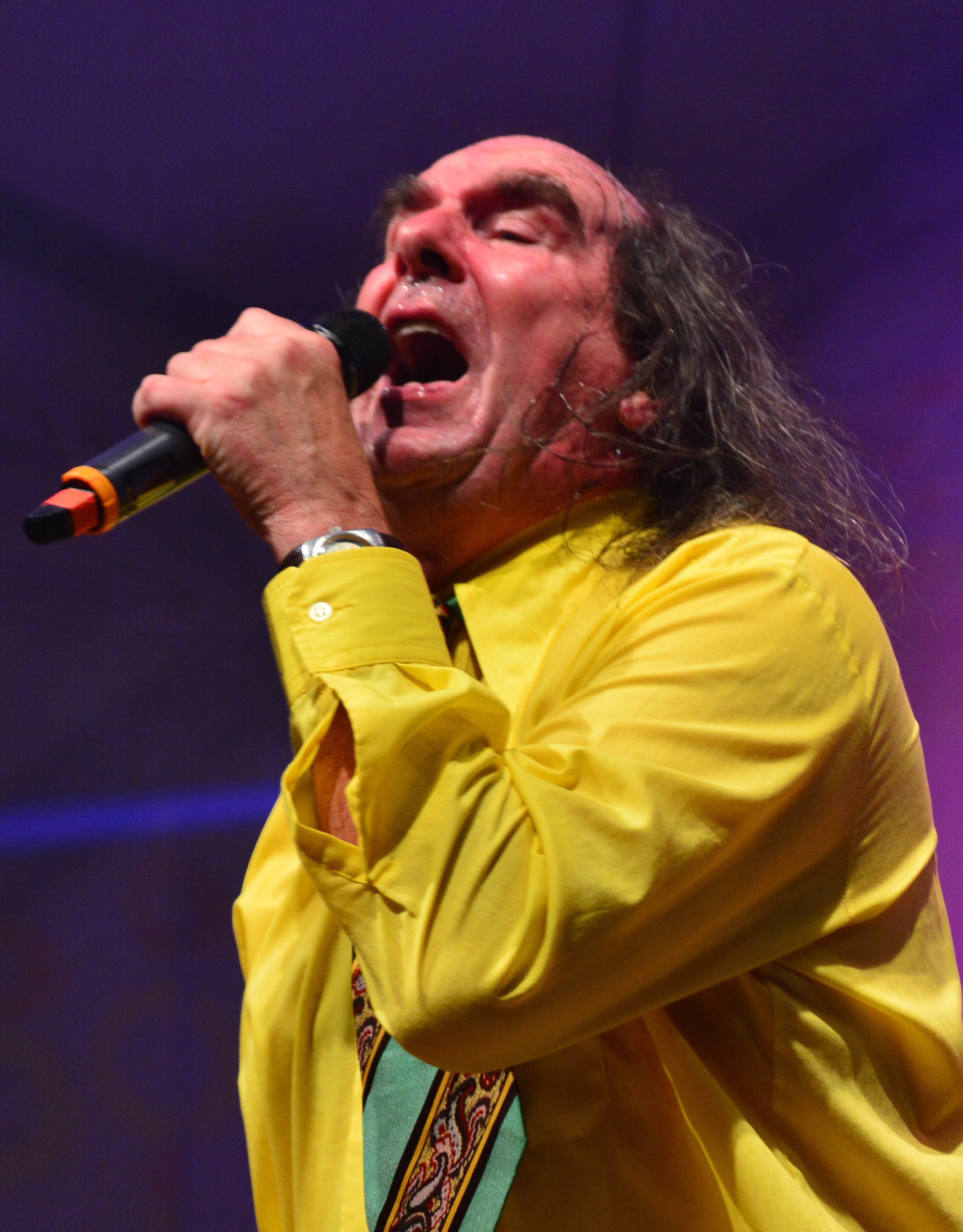
Guildo Horn, 2015

Guildo hat euch lieb! war der deutsche Beitrag zum Eurovision Song Contest 1998, der von Guildo Horn & den Orthopädischen Strümpfen präsentiert wurde. Das Lied belegte den 7. Platz.
Komponiert wurde das Stück von Stefan Raab, der es unter dem Pseudonym „Alf Igel“ veröffentlichte, einer parodistischen Anspielung auf Ralph Siegel. Produziert wurde das Lied von Alf Igel (Stefan Raab) in Zusammenarbeit mit Michael Holm.

## Inhalt und Hintergrund
Guildo Horn besingt eine Liebeserklärung an seine Fans, er muntert sie in schlechten Zeiten auf. Er berichtet von einer schönen vergangenen Zeit voller Liebe und von seiner „kleinen Welt“, in der die Menschen nett und ehrlich zueinander sind. Bereits vor der Teilnahme von Guildo Horn am Eurovision Song Contest stellte die Bild-Zeitung folgende Frage:

„Darf dieser Mann für Deutschland singen?“

Die Presse berichtete überwiegend negativ über das Mitwirken von Guildo Horn und verschaffte ihm somit eine große Medienaufmerksamkeit. Am 26. Februar 1998 entschieden sich bei der deutschen Vorentscheidung des Eurovision Song Contest 60 % der Stimmen für das Lied Guildo hat Euch lieb!
Ralph Siegel, der von Stefan Raab parodiert wurde, nahm ebenfalls mit drei Titeln und drei verschiedenen Künstlern an der Vorentscheidung teil. Die Wochenshow parodierte das Lied mit einer Guido-Westerwelle-Version namens Guido Hörnchen – Guido hat Euch lieb.

## Eurovision-Song-Contest-Ergebnisse
Punktevergabe für Deutschland:
| Punkte | Anzahl | Länder |
| ------ | ------ | --- |
| 12     | 3      | Spanien, Schweiz, Niederlande                                                                                |
| 10     | 1      | Portugal |
| 8      | 2      | Slowenien, Irland                                                                                            |
| 7      | 1      | Belgien |
| 6      | 2      | Rumänien, Großbritannien                                                                                     |
| 5      | 0      | |
| 4      | 0      | |
| 3      | 1      | Griechenland                                                                                                 |
| 2      | 0      | |
| 1      | 2      | Finnland, Estland                                                                                            |
| 0      | 12     | Kroatien, Frankreich, Slowakei, Polen, Israel, Malta, Ungarn, Zypern, Schweden, Norwegen, Türkei, Mazedonien |

Aufgrund eines Übermittlungsfehlers wurden die von Spanien an Deutschland vergebenen 12 Punkte in der Gesamtwertung zunächst nicht berücksichtigt. Der Fehler wurde durch die BBC nachträglich korrigiert, so dass sich der Song noch um einen Platz von 8 auf 7 verbessern konnte.

## Veröffentlichung
Veröffentlicht wurde das Lied auf CD-Single (spin records/EMI Electrola) mit folgenden Titeln:
1. Guildo hat Euch lieb! (Grand Prix Version) (Alf Igel)
2. Guildo hat Euch lieb! (Club Mix) (Alf Igel)
3. Danke! (Michael Maria Schneider, Jake Diamond, Johannes Kram)

Titel 1 und 3 sind auch auf dem Album Danke! enthalten.

## Chartplatzierungen
| ChartsChartplatzierungen | Höchstplatzierung | Wochen |
| ------------------------ | ----------------- | ------ |
| Deutschland (GfK)        | 4 (16 Wo.)        | 16     |
| Österreich (Ö3)          | 37 (1 Wo.)        | 1      |
| Schweiz (IFPI)           | 17 (4 Wo.)        | 4      |

| ChartsJahrescharts (1998) | Platzierung |
| ------------------------- | ----------- |
| Deutschland (GfK)         | 51          |